# Stensjön (Ytterhogdals socken, Hälsingland, 690280-146738)
Stensjön är en sjö i Härjedalens kommun i Hälsingland och ingår i Ljungans huvudavrinningsområde. Sjön har en area på 0,446 kvadratkilometer och ligger 281,2 meter över havet. Sjön avvattnas av vattendraget Stensån (Skålvattsån).

## Delavrinningsområde
Stensjön ingår i det delavrinningsområde (690348-146771) som SMHI kallar för Utloppet av Stensjön. Medelhöjden är 295 meter över havet och ytan är 3,59 kvadratkilometer. Räknas de 12 avrinningsområdena uppströms in blir den ackumulerade arean 103,51 kvadratkilometer. Stensån (Skålvattsån) som avvattnar avrinningsområdet har biflödesordning 2, vilket innebär att vattnet flödar genom totalt 2 vattendrag innan det når havet efter 173 kilometer. Avrinningsområdet består mestadels av skog (74 procent). Avrinningsområdet har 0,45 kvadratkilometer vattenytor vilket ger det en sjöprocent på 12,5 procent.